# Peter Byrne
Peter James Byrne (West Ham, 29 de janeiro de 1928 – 14 de maio de 2018) foi um ator e diretor teatral inglês.

## Filmografia

### Cinema
- The Large Rope (1953) - Jeff Stribling
- Reach for the Sky (1956) -
- Watch Your Stern (1960) -
- Raising the Wind (1961) -
- The Iron Maiden (1962) - Race Stater
- Carry On Cabby (1963) -

### Televisão
- Dixon of Dock Green (1955–1975)
- Mutiny at Spithead
- The New Canadians
- Looks Familiar
- Blake's 7 (1981) - Justin
- Bread (1981-1991) - Derek
- The Pattern of Marriage
- Cinderella